# Xanthochorema neocaledonia
Xanthochorema neocaledonia là một loài Trichoptera thuộc họ Hydrobiosidae. Chúng phân bố ở miền Australasia.